# Automolius funereus
Automolius funereus är en skalbaggsart som beskrevs av Blackburn 1906. Automolius funereus ingår i släktet Automolius och familjen Melolonthidae. Inga underarter finns listade.